# Aleksandr Petrov

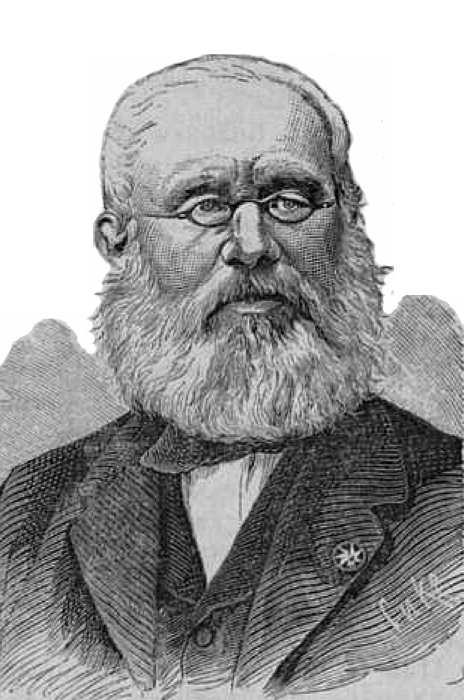
Aleksandr Petrov

Aleksandr Dimitrievitsj Petrov (Russisch: Александр Дмитриевич Петров) (Biserovo nabij Pskov, 12 februari 1794 – Warschau, 22 april 1867) was een Russisch schaker. Hij groeide op in Sint-Petersburg waar hij al op zeer jeugdige leeftijd leerde schaken. Toen hij 20 jaar oud was, werd hij kampioen van zijn woonplaats. Hij analyseerde samen met Jaenisch de Russische opening. In 1840 verhuisde hij naar Warschau. Hij won veel toernooien en schreef een aantal schaakboeken waarin hij speciaal de openingen behandelde. Petrov was tevens een sterke damspeler.